# XSOL presents EARTH LOVERS
XSOL presents EARTH LOVERS（エクソル・プレゼンツ・アース・ラヴァーズ）は、過去にTOKYO FMをキーステーションとしてJFN系列全国38局ネットで放送されていたラジオ番組。

## 概要
俳優・三上博史をパーソナリティに迎えて、著名人の「地球への愛」に満ちたストーリーを毎週1話ずつ紹介。

## 番組キャッチコピー
私たちが暮らす「地球」。かけがえのないふるさと、地球を愛し続けてきた人がいます。海を愛し、風にのり、太陽の光に包まれてきた人々。彼らは、自然の恵みから啓示を受けて、様々なものを創造してきました。そんな古今東西の「EARTH LOVERS=地球を愛する人たち」が作り上げてきた物語をお届けします。

## 出演者
- 三上博史（パーソナリティ）

## 放送時間
- 土曜日 10:50 - 10:55（38局とも同じ）

## 提供
XSOL（エクソル）　※一社提供